# Johannes Finsterbusch
Johannes F. Finsterbusch (Colditz, 1 de junho de 1855 – 1921) foi um matemático alemão, conhecido por seu trabalho sobre geometria projetiva.
Finsterbusch estudou de 1873 a 1880 em Dresden e Leipzig. De 1882 a 1900 lecionou na Realschule em Werdau. De 1900 foi professor ginasial em Zwickau. Foi palestrante convidado do Congresso Internacional de Matemáticos em Heidelberg (1904), Roma (1908) e Cambridge (1912).